# Csendélet
A csendélet festőien csoportosított tárgyak és/vagy állatok ábrázolása. Leggyakrabban virágok, gyümölcsök, ételféleségek, szövetek, használati eszközök, hangszerek stb. szerepelnek rajta. Legismertebbek a virágcsendéletek.

## Előzményei

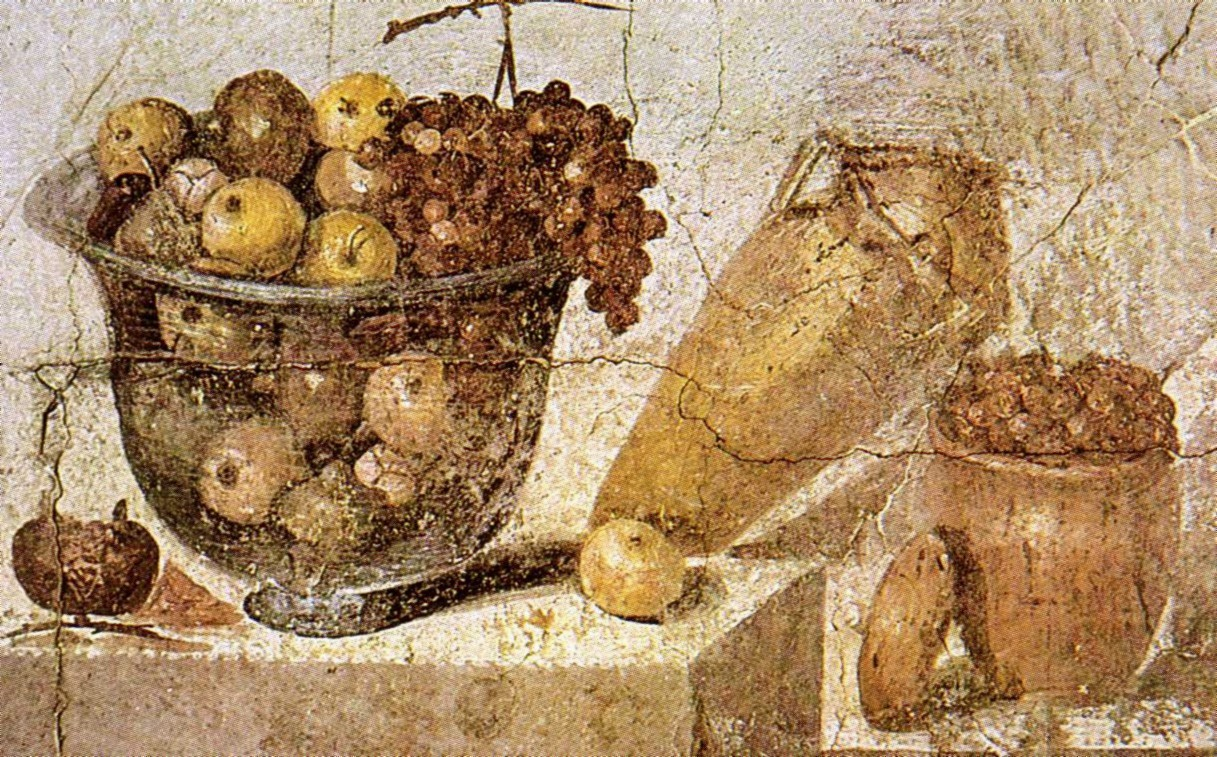
Gyümölcscsendélet egy pompeii falfreskón

A csendélet előképeit a művészettörténészek a római művészetben vélik megtalálni. A mozaikokon, freskókon gyakoriak voltak a gyümölcsöket, növényeket, vagy esetenként színházi maszkokat ábrázoló kompozíciók. Arról vita folyik, mennyiben lehet ezeket mai értelemben vett csendéletnek nevezni. Írásos források már az ókori görögöknél említenek olyan eseteket, amikor valószínűleg csendélet volt az ábrázolás tárgya, például ilyen az Apellészről feljegyzett anekdota, miszerint olyan élethű gyümölcsöket festett, hogy rászálltak a madarak.
Az első csendéletek és témáik teljes bizonyossággal megállapíthatóan a szárnyasoltárokról önállósodtak. Akad feltételezés, amely szerint a szárnyasoltár fatábláinak feldarabolásakor keletkezett részletekből alakultak ki az első csendéletek. A szárnyasoltárok ilyen jellegű részleteinek mindig volt valamilyen szimbolikus többletjelentése. A később festett csendéletek is továbbviszik ezt a hagyományt: attribútumokat, jelképeket ábrázolnak. Ezek a szimbolikusan ábrázolt tárgyak gyakran jelentenek valamit, de a modern néző nem mindig tudja, kinek az attribútumait látja.

## Az egyetemes művészettörténetben

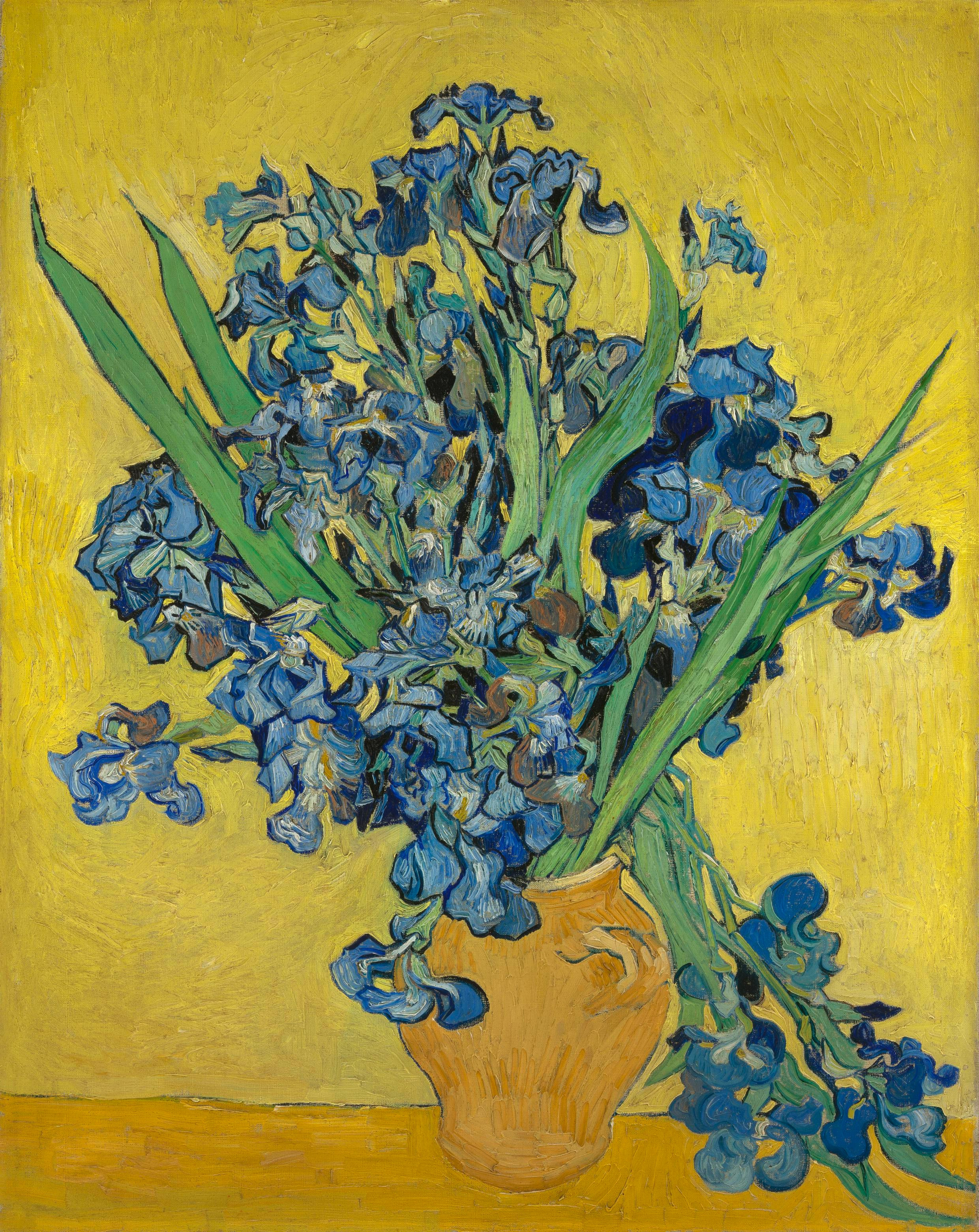
Vincent van Gogh: Íriszek (1890)

A csendélet közvetlen előzményei közé tartoznak még azok az itáliai intarziák, melyeket stallumokon találunk. A nyírbátori kóruspadok is csendéletjellegű intarziával díszítettek.
Az első 16. századi, realisztikus csendéleteket Caravaggio nevéhez kötik. A festménynek a látvány megörökítésén túl számos allegorikus magyarázata van, utalás lehet vallási szimbólumokra, pl. a bűnbeesésre, feltámadásra, elmúlásra stb.
A protestantizmus elterjedésével Németalföld területén egyre inkább a mindennapi élet ábrázolása lett a festészet témája, a vallásos témavilág helyett. 17. századi virágkorát, elsősorban holland és flamand területen W. Kalf, W.C. Heda, J.D. Heem neve fémjelezte. A 18. században a francia Jean-Baptiste Siméon Chardin csendéletei jelentősebbek. Leggyakoribbak a vadászcsendéletek, melyek az elejtett vadakat és elkészítésükhöz szükséges konyhaeszközöket sorakoztatják fel. Ezeknek is mindig akad allegorikus mondanivalója.
A 19. század csendéletei gyakran már nem tartalmaznak mélyebb mondanivalót. Különösen igaz ez az impresszionista csendéletekre. Pierre-Auguste Renoir barackjai pl. már csupán csak barackok, nem pedig a termékenység szimbólumai.
A posztimpresszionizmusban is virágzott ez a műfaj: ez látható például Paul Cezanne és Vincent van Gogh festményeiben. A mai napig is, stílustól függően sok festő repertoárjában szerepel a csendélet. Ez a műfaj lehetőséget nyújt a művésznek a teljesen önálló festői függetlenségre és elmélyülésre. Leginkább Paul Cézanne kísérletezett ezzel a műfajjal, a mélységet, a perspektívát akarta érzékeltetni, elénk állítani festői eszközökkel a három dimenziót. Eggers Carsten gitárcsendéletében (első kép) tökéletesen élvezhetjük a festészet három dimenzióját. Nagy festőknél, akik több műfajban alkotnak, jól követhetők a különféle stílusirányzatok és színskálák megjelenítése.

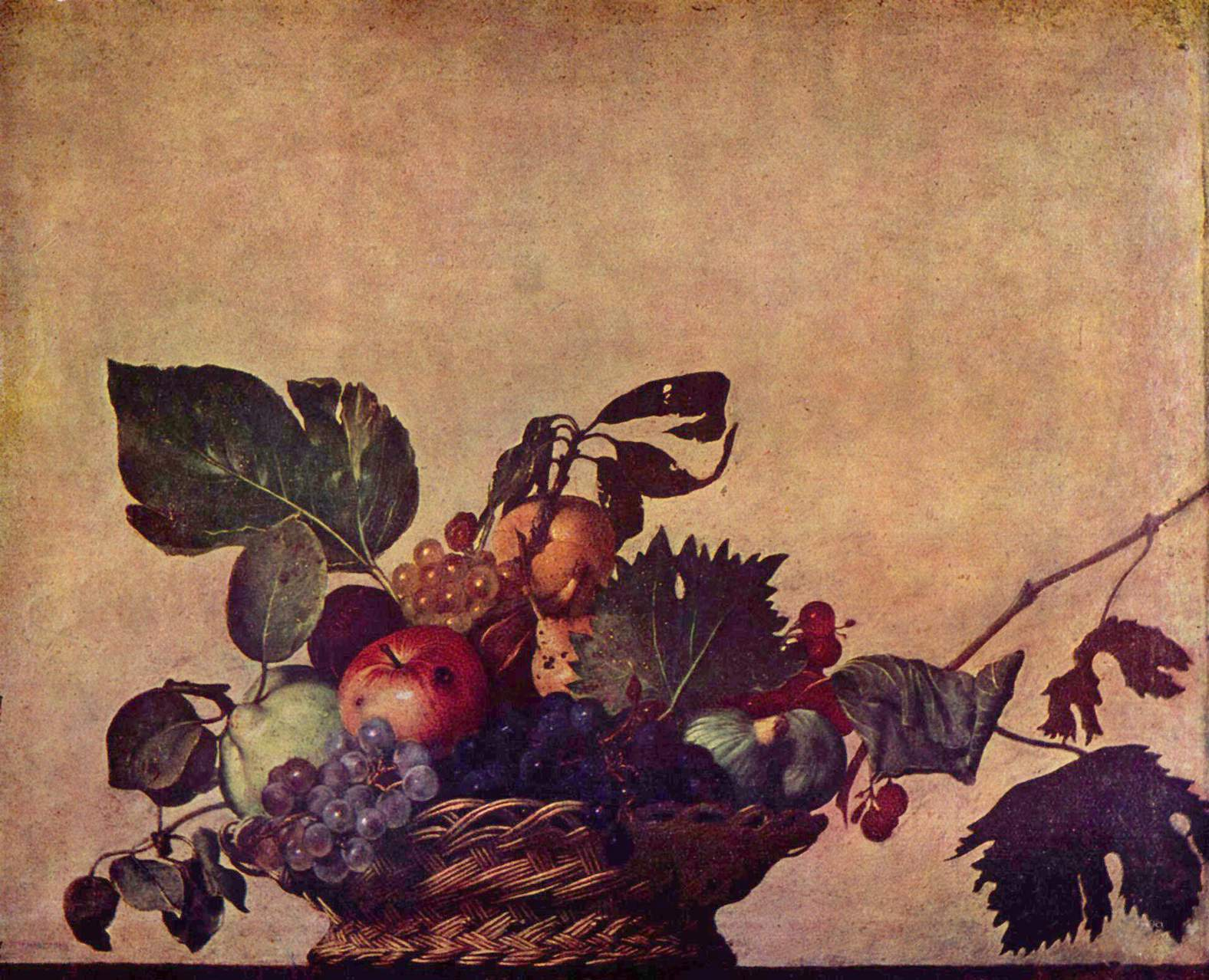
Caravaggio: Gyümölcsöskosár  (1596)
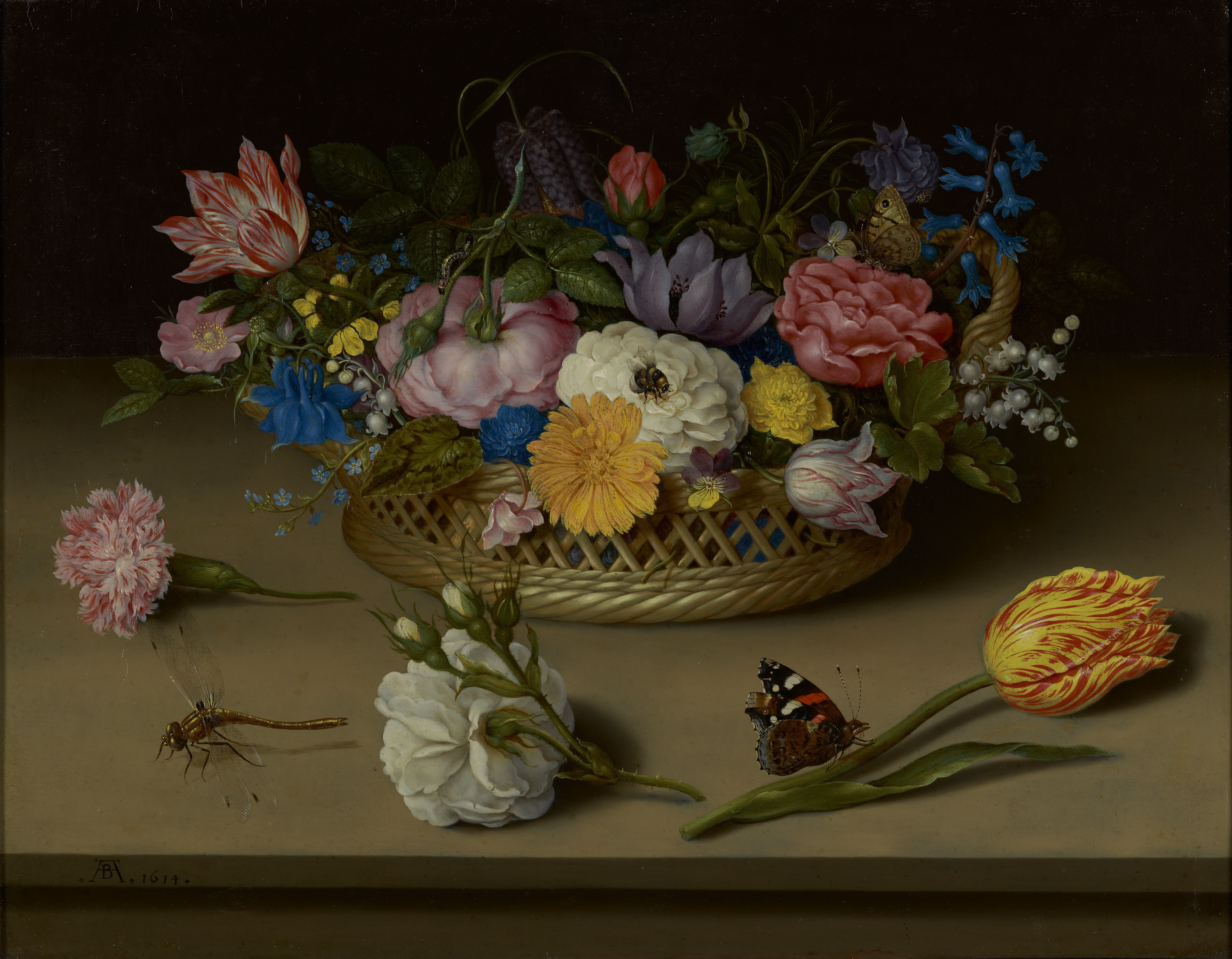
Ambrosius Bosschaert: Virágcsendélet (1614)
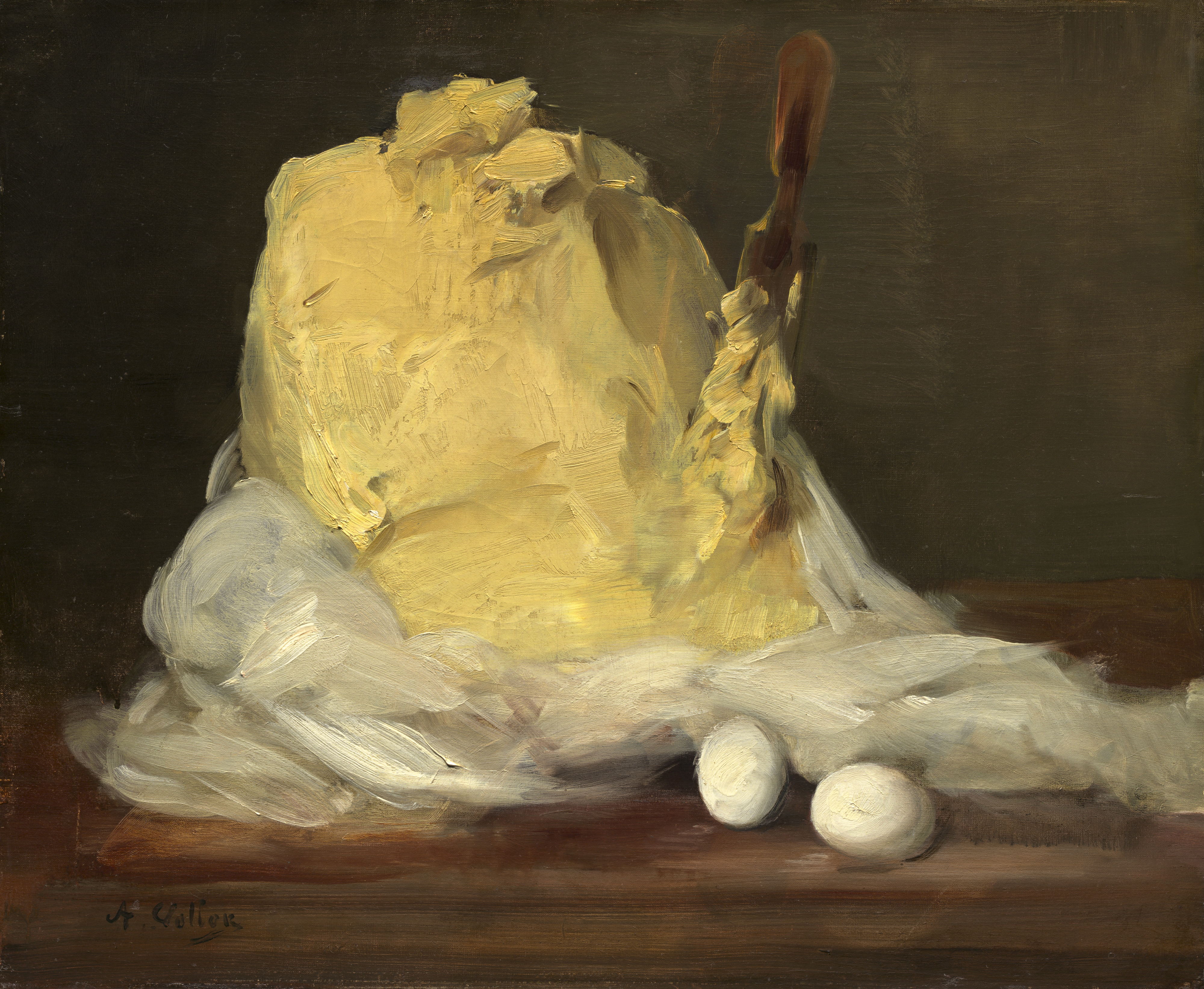
Antoine Vollon: Csendélet vajjal és tojással
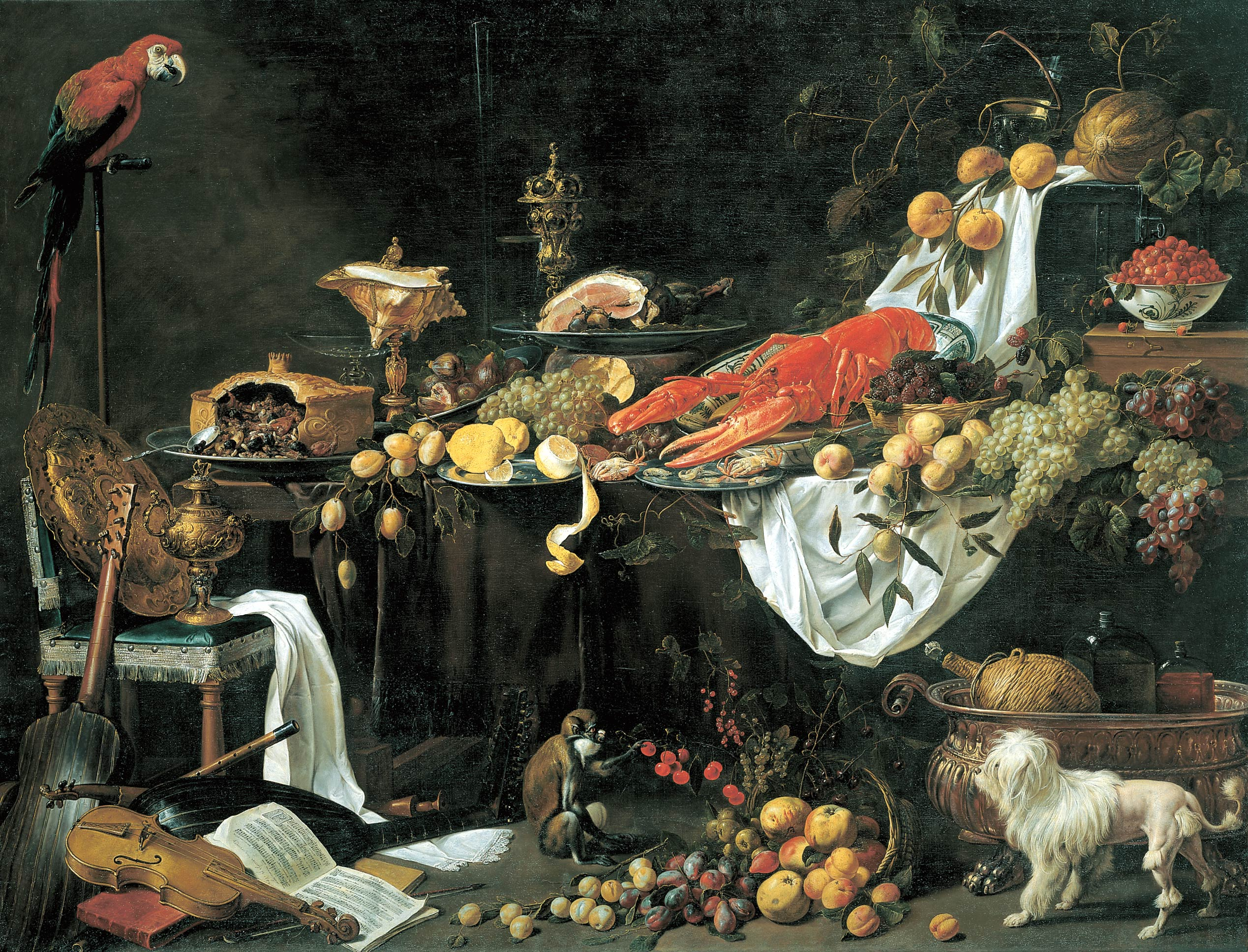
Adriaen van Utrecht: Csendélet kutyával és papagájjal

## A magyar képzőművészetben
A csendélet a magyar mesterek munkái esetében is gyakran szimbolikus tartalmat hordoz.  A XIX-XX. században pedig a műfaj sok esetben merész festői kísérletezések terepe volt.
A virágcsendéletek terén különösen Benczúr Gyula, Czóbel Béla, Csók István, Fényes Adolf, Gulácsy Lajos, Iványi Grünwald Béla, Koszta József, Márffy Ödön, Munkácsy Mihály, Nagy István, Rippl-Rónai József, Vaszary János és Ziffer Sándor alkottak kimagaslót.
Derkovits Gyula 1928-ban festett Halas csendéletének újszerűsége abban rejlik, hogy a hal hagyományos szakrális szimbólumát, illetve az olyan hétköznapi tárgyakat, mint az óra, a kés, a tányér és a blokk egy képen belül, együtt szerepeltet.
A magyar művészek állatcsendéletei közül élénk, derűt, harmóniát sugárzó színeivel nagy népszerűségre tett szert Berény Róbert 1929-ben festett Macskás csendélete.

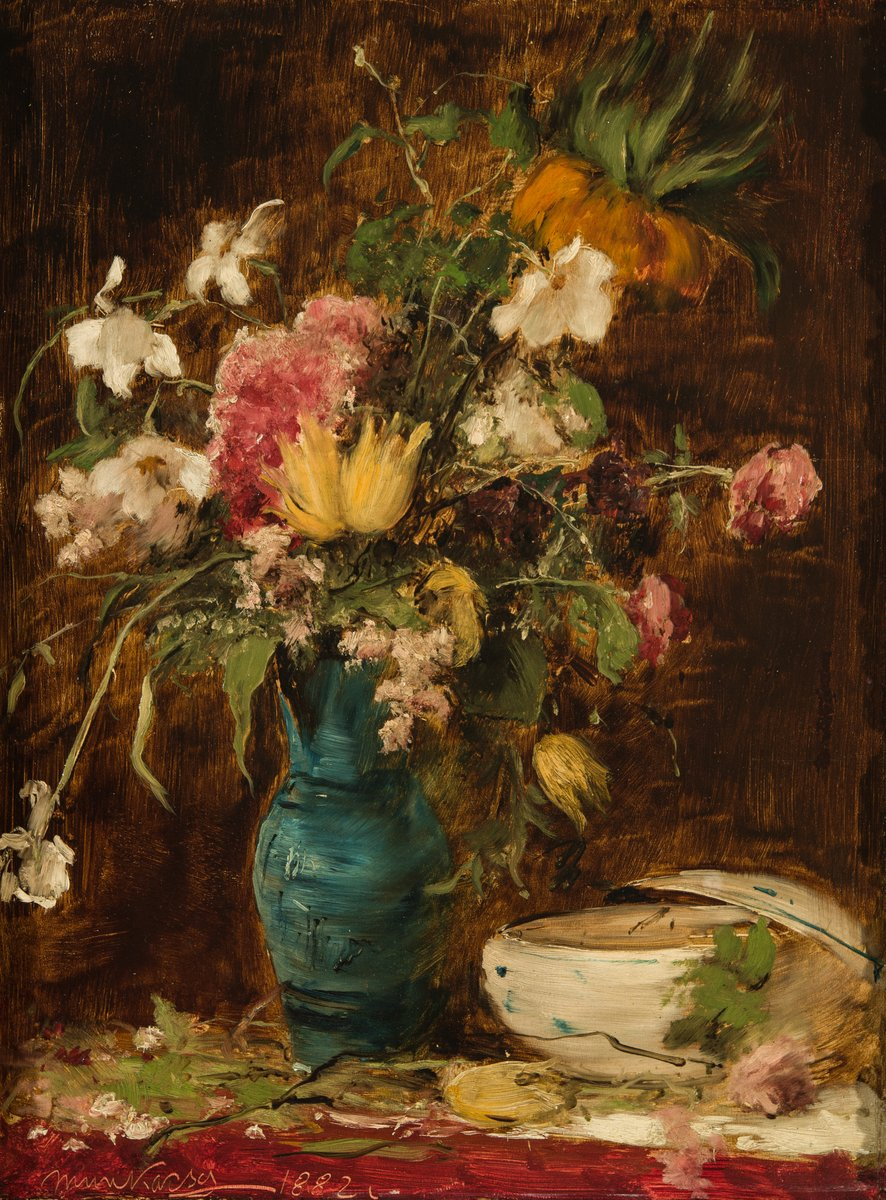
Munkácsy Mihály: Virágcsendélet tállal (1882)
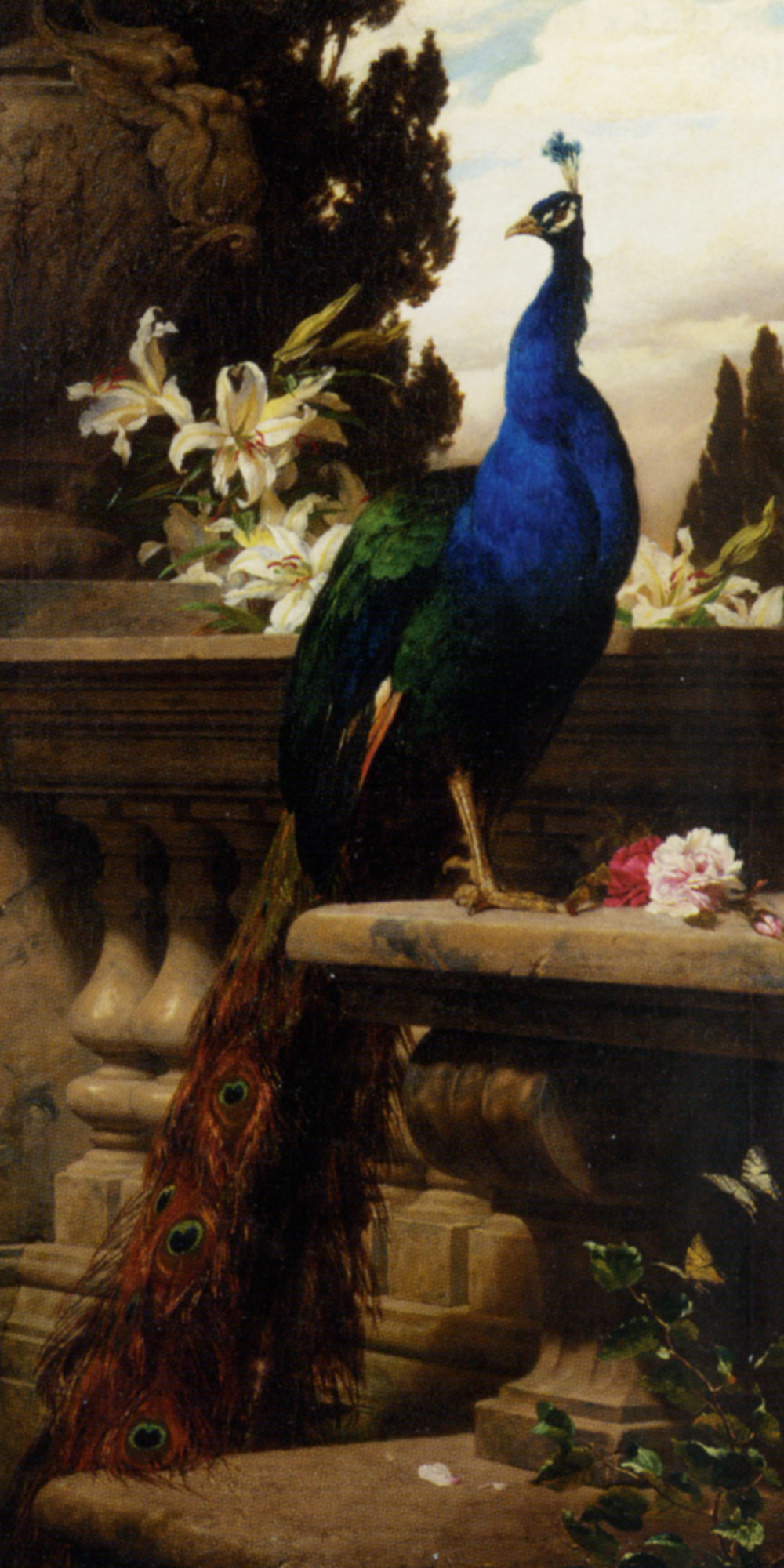
Benczúr Gyula: Páva liliomokkal és rózsákkal
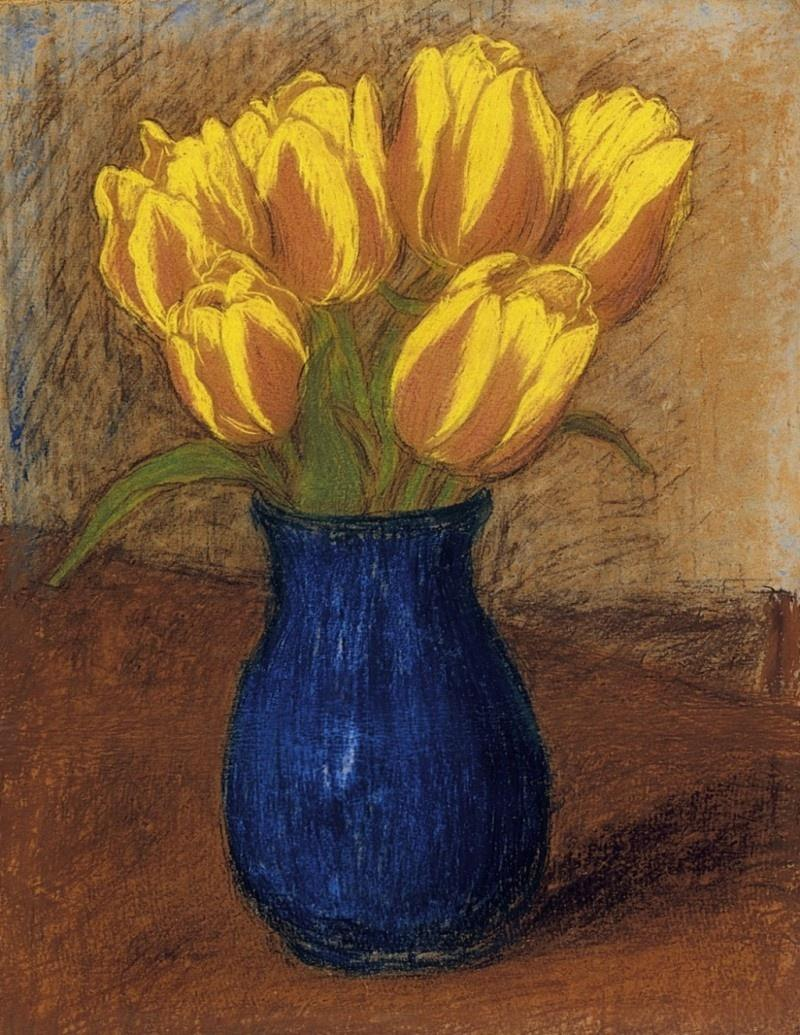
Rippl-Rónai József: Tulipánok
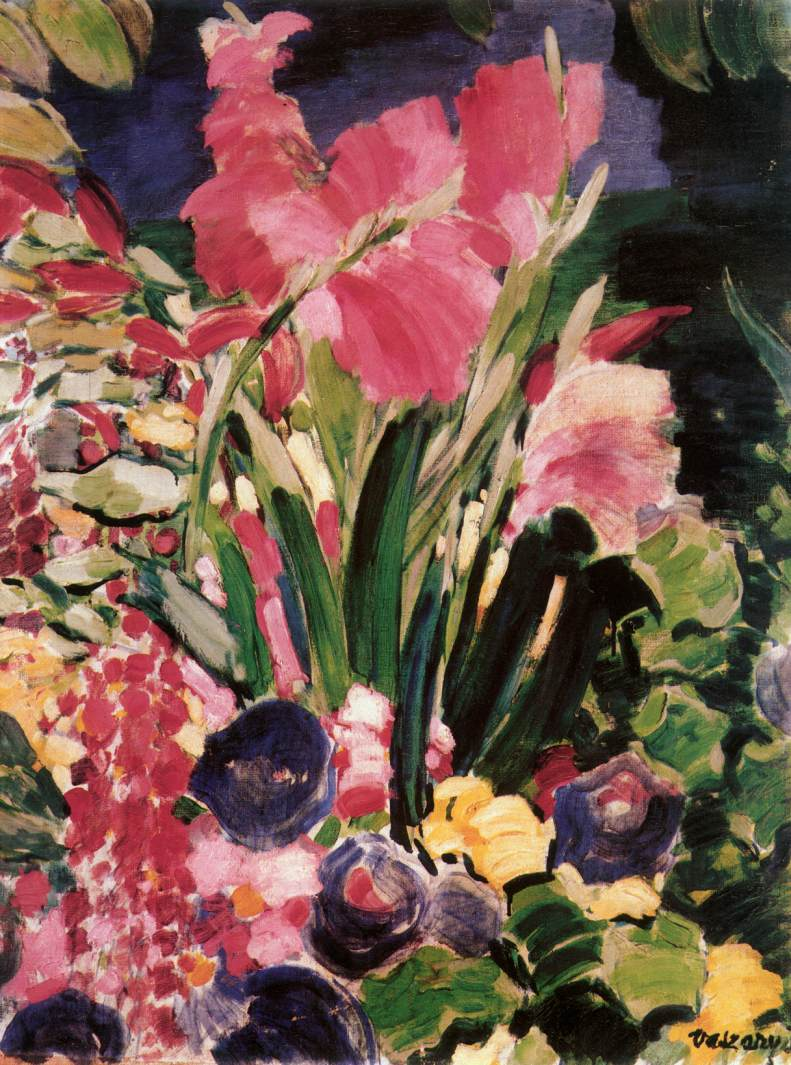
Vaszary János: Kardvirágok (1938)